# Abdelnasser Ouadah
Abdelnasser Ouadah (ur. 13 września 1975 w Forbach) – algierski piłkarz grający na pozycji pomocnika.

## Kariera klubowa
Ouadah urodził się we Francji w rodzinie pochodzenia algierskiego. Karierę piłkarską rozpoczął w klubie AS Nancy. Do kadry pierwszego zespołu został włączony w 1993 roku i wtedy też zadebiutował w jego barwach w Ligue 2. W 1996 roku został na rok wypożyczony z Nancy do innego drugoligowca, SAS Épinal. W 1997 roku wrócił do Nancy, a w 1998 roku awansował z nim z Ligue 2 do Ligue 1. W Nancy grał do 2000 roku.
Latem 2000 Ouadah przeszedł do drugoligowego Chamois Niortais. Po 2 latach gry w tym klubie wrócił do pierwszej ligi podpisując kontrakt z AC Ajaccio. W klubie z Korsyki zadebiutował 3 sierpnia 2002 w zremisowanym 1:1 wyjazdowym spotkaniu ze Strasbourgiem. W Ajaccio grał przez 3 lata.
W 2005 roku Ouadah został piłkarzem FC Metz, w którym po raz pierwszy wystąpił 30 lipca 2005 w przegranym 1:4 wyjazdowym meczu z Paris Saint-Germain. W 2006 roku zajął z Metz ostatnie miejsce w lidze i spadł z nim do drugiej ligi. Następnie Algierczyk odszedł do CS Sedan (debiut: 19 sierpnia 2006 w zremisowanym 1:1 meczu z FC Sochaux-Montbéliard), który na koniec sezonu został zdegradowany do Ligue 2.
W latach 2007–2009 Ouadah grał w drużynie Montpellier HSC (wywalczył z nim w 2009 roku awans z Ligue 2 do Ligue 1), a w trakcie sezonu 2009/2010 przeszedł do LB Châteauroux. Rozegrał dla niego tylko 3 mecze i po zakończeniu rozgrywek przeszedł do FC Istres.
| Sezon   | Klub             | Kraj    | Rozgrywki | Mecze | Bramki |
| ------- | ---------------- | ------- | --------- | ----- | ------ |
| 1993/94 | AS Nancy         | Francja | Ligue 2   | 11    | 0      |
| 1994/95 | AS Nancy         | Francja | Ligue 2   | 3     | 0      |
| 1995/96 | AS Nancy         | Francja | Ligue 2   | 24    | 2      |
| 1996/97 | SAS Épinal       | Francja | Ligue 2   | 21    | 1      |
| 1997/98 | AS Nancy         | Francja | Ligue 2   | 34    | 3      |
| 1998/99 | AS Nancy         | Francja | Ligue 1   | 19    | 0      |
| 1999/00 | AS Nancy         | Francja | Ligue 1   | 5     | 1      |
| 1999/00 | Nancy B          | Francja | CFA       | 13    | 3      |
| 2000/01 | Chamois Niortais | Francja | Ligue 2   | 32    | 8      |
| 2001/02 | Chamois Niortais | Francja | Ligue 2   | 29    | 8      |
| 2002/03 | AC Ajaccio       | Francja | Ligue 1   | 31    | 0      |
| 2003/04 | AC Ajaccio       | Francja | Ligue 1   | 13    | 1      |
| 2004/05 | AC Ajaccio       | Francja | Ligue 1   | 36    | 4      |
| 2005/06 | FC Metz          | Francja | Ligue 1   | 28    | 2      |
| 2006/07 | CS Sedan         | Francja | Ligue 1   | 13    | 1      |
| 2007/08 | Montpellier HSC  | Francja | Ligue 2   | 8     | 1      |
| 2008/09 | Montpellier HSC  | Francja | Ligue 2   | 26    | 0      |
| 2009/10 | LB Châteauroux   | Francja | Ligue 2   | 3     | 0      |
| 2010/11 | FC Istres        | Francja | Ligue 2   | 11    | 0      |

## Kariera reprezentacyjna
W reprezentacji Algierii Ouadah zadebiutował 14 stycznia 2004 roku w przegranym 0:2 towarzyskim meczu z Mali. W 2004 roku został powołany do kadry na Puchar Narodów Afryki 2004, na którym był rezerwowym i nie rozegrał żadnego spotkania. W kadrze narodowej wystąpił jeden raz.